# Lambro
Der Lambro (Lombardisch: Lamber oder Lambar) ist ein linker Nebenfluss des Po in der italienischen Region Lombardei. Seine Länge beträgt rund 130 Kilometer. Die Quelle des Lambro Menaresta liegt am Monte San Primo (1685 Meter), dem höchsten Berg des Triangolo Lariano, der den Comer See in zwei Teile teilt. Der Fluss fließt nach Süden durch Monza, östlich an Mailand vorbei und mündet bei Orio Litta in den Po.
Jahrzehntelang musste der Lambro (zusammen mit der Olona) die ungeklärten Abwässer der Stadt Mailand aufnehmen.
Im Februar 2010 bei der Umweltkatastrophe am Lambro wurde der Fluss vorsätzlich mit Diesel und Schweröl verschmutzt.

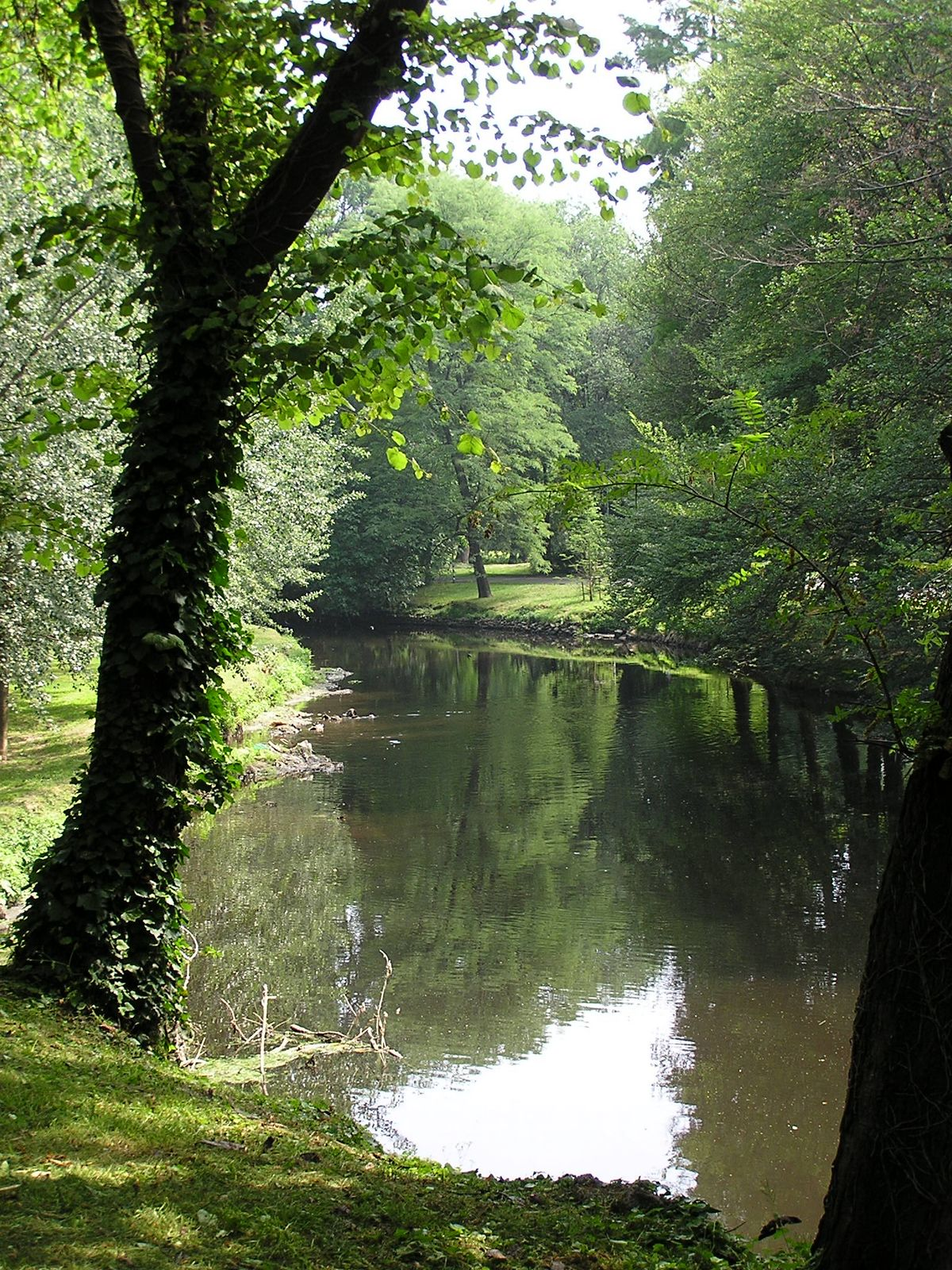
Der Lambro, sauber …
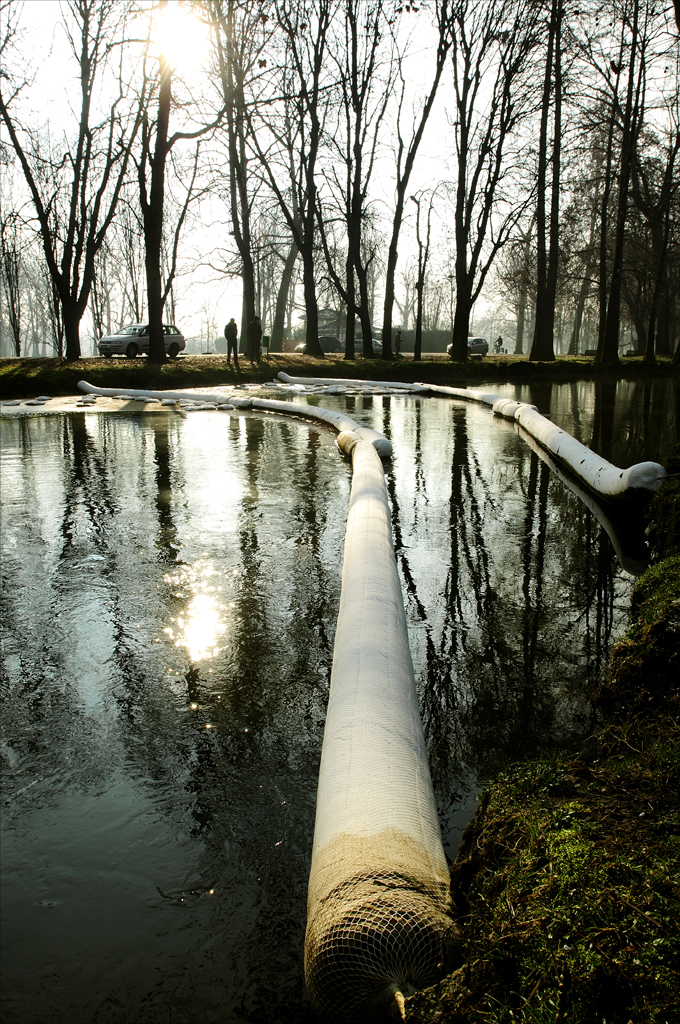
… und mit Öl verschmutzt

## Trivia
Der Name „Lambretta“ für den Motorroller des Herstellers Innocenti leitete sich von diesem Fluss ab, da er durch die Gegend fließt, in der sich die Produktionsanlagen befanden.